# 위케이팝
위케이팝(We K-Pop)은 2019년 7월 12일에 KBS 월드를 통해 첫 방영된 대한민국의 버라이어티 프로그램이다. 이 프로그램의 4명의 출연진 김신영, 2PM의 닉쿤, SF9의 인성, Stray Kids의 승민은 공연을 하고 글로벌 팬에게 인사하는 K-pop 아티스트를 매주 소개한다.